# قره‌آغاج (مشگین‌شهر)
قره‌آغاج مرکز شهرستان چاراویماق است.زبان مردم آن ترکی است

## جمعیت
بر اساس سرشماری سال ۱۳۸۵ جمعیت این روستا ۵۸۶ نفر با ۱۰۱ خانوار بوده‌است.